# Ilha Karaginski
A ilha Karaginski ou Karaginsky (em russo:  остров Карагинский, transl. ostrov Karaginski) é uma ilha desabitada do Ártico Russo, localizada no homónimo golfo Karaginsky, no mar de Bering. Está separada da península de Camecháteca pelo estreito de Litke.
Administrativamente, a ilha pertence ao krai de Camecháteca da Federação da Rússia. A ilha é um local inserido na convenção de Ramsar.